# Léren
Pour les articles homonymes, voir Léren.
Léren (prononcé [leʁɛ̃] ; en béarnais Lèren) est une commune française, située dans le département des Pyrénées-Atlantiques en région Nouvelle-Aquitaine.

## Géographie

### Localisation
La commune de Léren se trouve dans le département des Pyrénées-Atlantiques, en région Nouvelle-Aquitaine.
Elle se situe à 87 km par la route de Pau, préfecture du département, à 56 km d'Oloron-Sainte-Marie, sous-préfecture, et à 32 km d'Orthez, bureau centralisateur du canton d'Orthez et Terres des Gaves et du Sel dont dépend la commune depuis 2015 pour les élections départementales.
La commune fait en outre partie du bassin de vie de Peyrehorade.
Les communes les plus proches sont : 
Saint-Pé-de-Léren (1,2 km), Sorde-l'Abbaye (3,1 km), Saint-Dos (3,7 km), Saint-Cricq-du-Gave (4,4 km), Carresse-Cassaber (4,8 km), Cauneille (5,2 km), Auterrive (5,4 km), Oeyregave (5,6 km).
Sur le plan historique et culturel, Léren fait partie de la province du Béarn, qui fut également un État et qui présente une unité historique et culturelle à laquelle s’oppose une diversité frappante de paysages au relief tourmenté.

### Communes limitrophes
Les communes limitrophes sont  Came, Saint-Pé-de-Léren et Sorde-l'Abbaye.
|      | Sorde-l'Abbaye (Landes) |  |
| Came | Léren                   |  |
|      | Saint-Pé-de-Léren       |  |

### Hydrographie

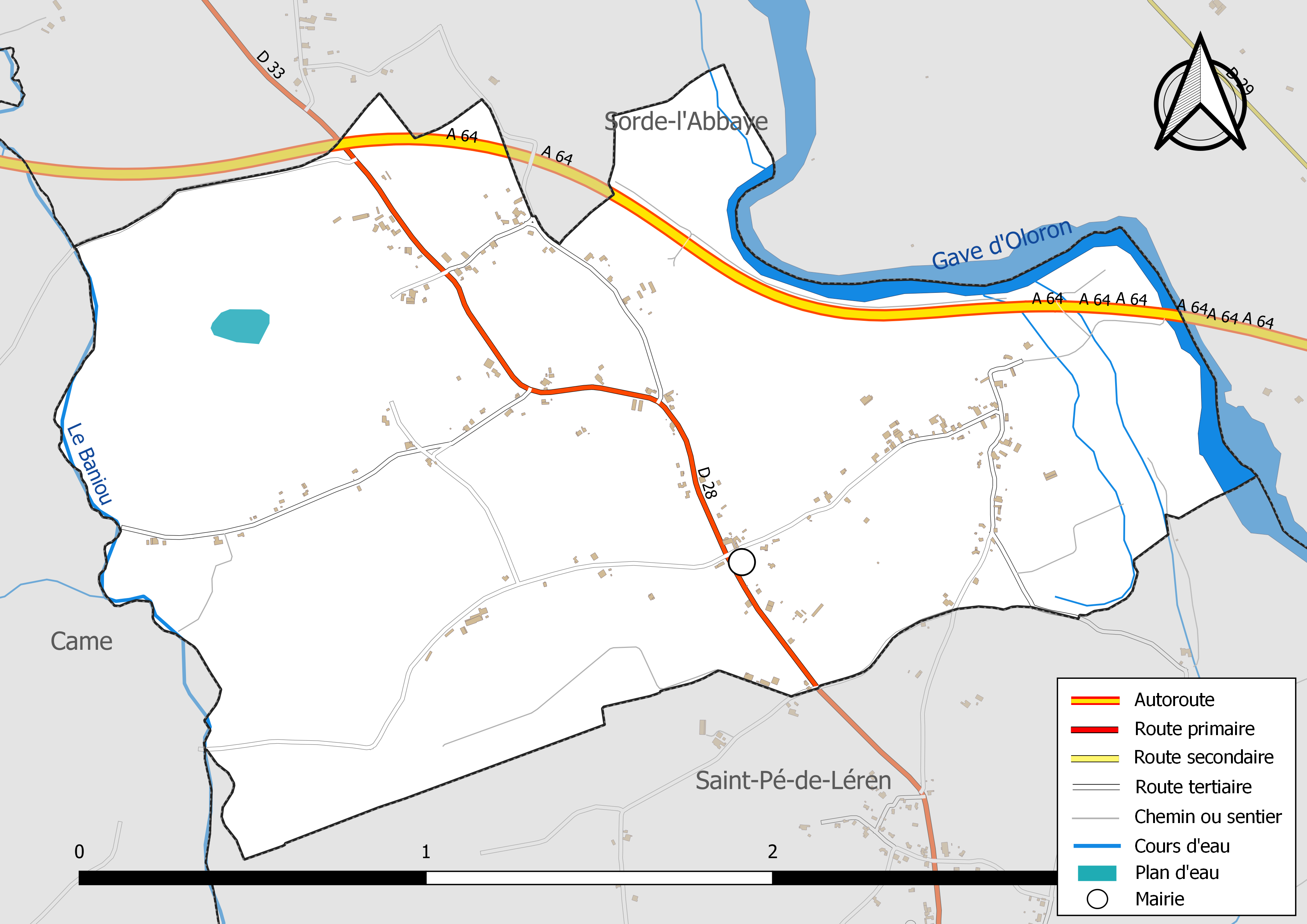
Réseaux hydrographique et routier de Léren.

La commune est drainée par le gave d'Oloron, le Baniou, un bras du gave d'Oloron et par divers petits cours d'eau, constituant un réseau hydrographique de 4 km de longueur totale,.
Le gave d'Oloron, d'une longueur totale de 148,8 km, prend sa source dans la commune de Laruns et s'écoule vers le nord-ouest. Il traverse la commune et se jette dans le gave de Pau à Sorde-l'Abbaye, après avoir traversé 64 communes.
Le Baniou, d'une longueur totale de 13,6 km, prend sa source dans la commune de Came et s'écoule du sud vers le nord. Il traverse la commune et se jette dans le gave de Pau à Cauneille, après avoir traversé 8 communes.

### Climat
Pour des articles plus généraux, voir Climat de la Nouvelle-Aquitaine et Climat des Pyrénées-Atlantiques.
Historiquement, la commune est exposée à un micro climat océanique basque.  
En 2020, Météo-France publie une typologie des climats de la France métropolitaine dans laquelle la commune est exposée à un climat de montagne et est dans la région climatique Pyrénées atlantiques, caractérisée par une pluviométrie élevée (>1 200 mm/an) en toutes saisons, des hivers très doux (7,5 °C en plaine) et des vents faibles.
Pour la période 1971-2000, la température annuelle moyenne est de 13,8 °C, avec une amplitude thermique annuelle de 13,7 °C. Le cumul annuel moyen de précipitations est de 1 296 mm, avec 12,6 jours de précipitations en janvier et 8 jours en juillet. Pour la période 1991-2020, la température moyenne annuelle observée sur la station météorologique la plus proche, située sur la commune de Bidache à 8 km à vol d'oiseau, est de 14,5 °C et le cumul annuel moyen de précipitations est de 1 455,6 mm,. Pour l'avenir, les paramètres climatiques de la commune estimés pour 2050 selon différents scénarios d’émission de gaz à effet de serre sont consultables sur un site dédié publié par Météo-France en novembre 2022.

### Milieux naturels et biodiversité

#### Réseau Natura 2000
Le réseau Natura 2000 est un réseau écologique européen de sites naturels d'intérêt écologique élaboré à partir des Directives « Habitats » et « Oiseaux », constitué de zones spéciales de conservation (ZSC) et de zones de protection spéciale (ZPS).
Un site Natura 2000 a été défini sur la commune au titre de la « directive Habitats » : « le gave d'Oloron (cours d'eau) et marais de Labastide-Villefranche », d'une superficie de 2 547 ha, une rivière à saumon et écrevisse à pattes blanches,.

#### Zones naturelles d'intérêt écologique, faunistique et floristique
L’inventaire des zones naturelles d'intérêt écologique, faunistique et floristique (ZNIEFF) a pour objectif de réaliser une couverture des zones les plus intéressantes sur le plan écologique, essentiellement dans la perspective d’améliorer la connaissance du patrimoine naturel national et de fournir aux différents décideurs un outil d’aide à la prise en compte de l’environnement dans l’aménagement du territoire.
Deux ZNIEFF de type 2 sont recensées sur la commune, : 
- la « Basse vallée du gave d'Oloron et falaise calcaire de Sorde-l'Abbaye » (759,68 ha), couvrant 5 communes dont 3 dans les Landes et 2 dans les Pyrénées-Atlantiques[22] ;
- le « réseau hydrographique du gave d'Oloron et de ses affluents » (6 885,32 ha), couvrant 114 communes dont 2 dans les Landes et 112 dans les Pyrénées-Atlantiques[23].

## Urbanisme

### Typologie
Au 1er janvier 2024, Léren est catégorisée commune rurale à habitat dispersé, selon la nouvelle grille communale de densité à sept niveaux définie par l'Insee en 2022.
Elle est située hors unité urbaine et hors attraction des villes,.

### Occupation des sols

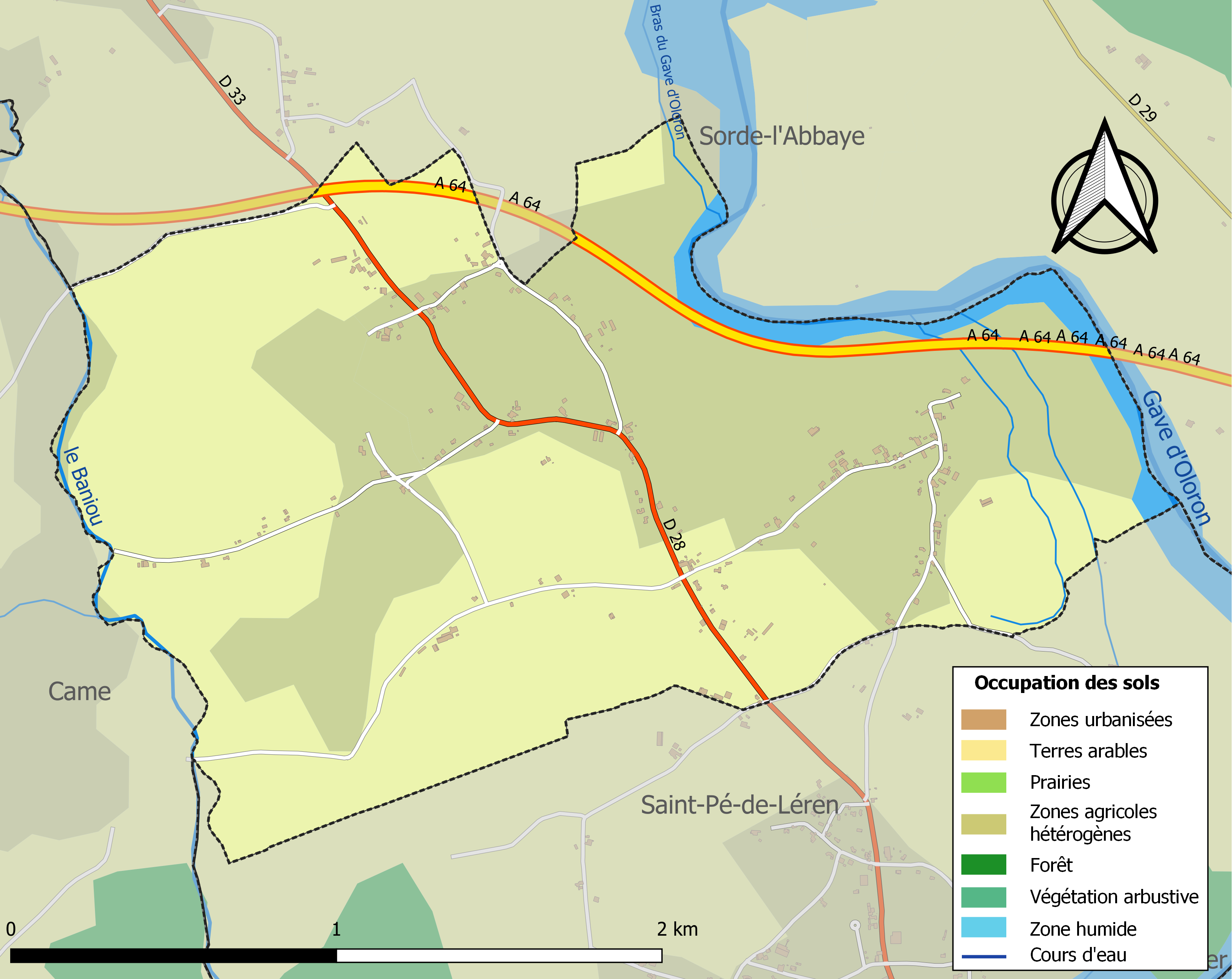
Carte des infrastructures et de l'occupation des sols de la commune en 2018 (CLC).

L'occupation des sols de la commune, telle qu'elle ressort de la base de données européenne d’occupation biophysique des sols Corine Land Cover (CLC), est marquée par l'importance des territoires agricoles (96,6 % en 2018), une proportion identique à celle de 1990 (96,6 %). La répartition détaillée en 2018 est la suivante : 
terres arables (53,1 %), zones agricoles hétérogènes (43,4 %), eaux continentales (3,4 %). L'évolution de l’occupation des sols de la commune et de ses infrastructures peut être observée sur les différentes représentations cartographiques du territoire : la carte de Cassini (XVIIIe siècle), la carte d'état-major (1820-1866) et les cartes ou photos aériennes de l'IGN pour la période actuelle (1950 à aujourd'hui).

### Lieux-dits et hameaux
- Baix Léren ;
- Haut Léren.

### Voies de communication et transports
La commune est desservie par la route départementale 28.

### Risques majeurs
Le territoire de la commune de Léren est vulnérable à différents aléas naturels : météorologiques (tempête, orage, neige, grand froid, canicule ou sécheresse), inondations et séisme (sismicité modérée). Un site publié par le BRGM permet d'évaluer simplement et rapidement les risques d'un bien localisé soit par son adresse soit par le numéro de sa parcelle.
Certaines parties du territoire communal sont susceptibles d’être affectées par le risque d’inondation par une crue à  débordement lent de cours d'eau, notamment le gave d'Oloron et le Baniou. La commune a été reconnue en état de catastrophe naturelle au titre des dommages causés par les inondations et coulées de boue survenues en 1982, 1983, 1992, 2009, 2018 et 2021,.

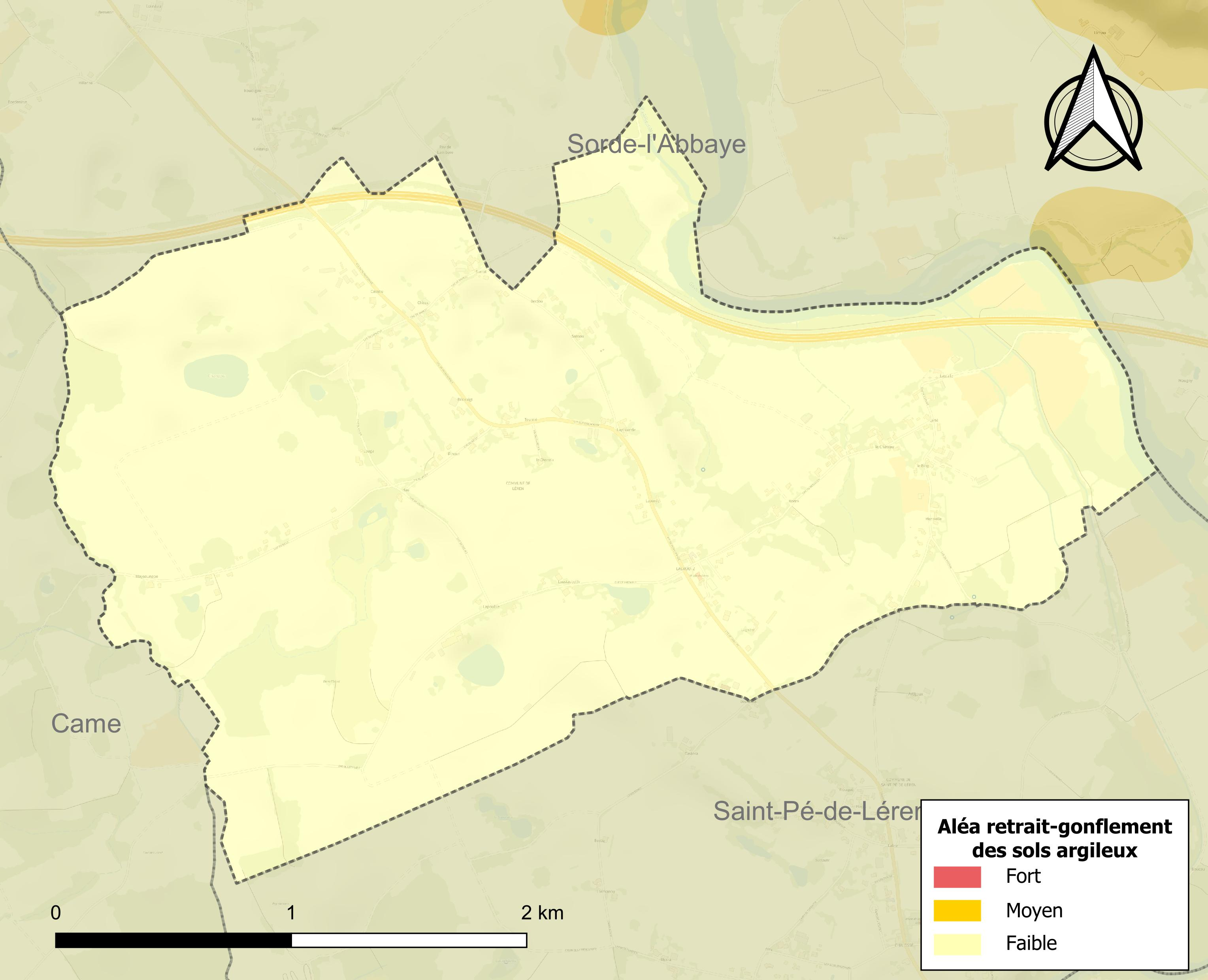
Carte des zones d'aléa retrait-gonflement des sols argileux de Léren.

Le retrait-gonflement des sols argileux est susceptible d'engendrer des dommages importants aux bâtiments en cas d’alternance de périodes de sécheresse et de pluie. Aucune partie du territoire de la commune n'est en aléa moyen ou fort (59 % au niveau départemental et 48,5 % au niveau national). Depuis le 1er octobre 2020, en application de la loi ELAN, différentes contraintes s'imposent aux vendeurs, maîtres d'ouvrages ou constructeurs de biens situés dans une zone classée en aléa moyen ou fort,.

## Toponymie

### Attestations anciennes
Le toponyme Léren est mentionné au XIIe siècle (cartulaire de Sorde) et apparaît sous la forme 
Sent-Bisentz de Leren (1472, notaires de Labastide-Villefranche).

### Graphie béarnaise
Son nom béarnais est Lèren.

## Histoire
Paul Raymond note que Léren dépendait de l'archiprêtré de Rivière-Gave, nom d'un archiprêtré du diocèse de Dax qui tirait son nom du gave de Pau. La commune ressortissait au duché de Gramont.
Le village de Léren a une étymologie incertaine. Peut-être "La run" qui veut dire "frontière". Le village confronte au Béarn et à la Gascogne. Jusqu'en 1790 il dépendait du duché de Gramont, principauté de Bidache. Le village a toujours son petit château de Bergeras, siège d'une justice seigneuriale depuis le XVIe siècle et supprimée en 1790. L'église conserve de beaux vitraux fabriqués par Gestas qui réalisa aussi ceux de plusieurs églises de Biarritz. Le village fut un important lieu de passage vers Compostelle. Un pont sur le gave est mentionné au Moyen Âge, il fut remplacé par un gué puis un bac. On découvrit vers 1990, plusieurs corps de pèlerins enterrés au chevet de l'église. Le village comptait aussi une ancienne hospitalerie pour soigner les pèlerins, l'actuelle maison Lartique. Enfin, il faut y voir aussi la très ancienne maison Lassalle, qui date du XVIe siècle, et qui fut le siège d'une notairie.

## Politique et administration

### Situation administrative
Léren a fait partie de l'arrondissement de Pau jusqu'au 30 décembre 2016. À cette date, elle appartient désormais à celui d'Oloron-Sainte-Marie.

### Liste des maires
| Période   | Période   | Identité        | Étiquette | Qualité |
| --------- | --------- | --------------- | --------- | ------- |
| mars 1989 | mars 2008 | Claudine Bordes |           |         |
| mars 2008 | mai 2018  | Jean Pommiers   | UMP       |         |
| mai 2018  | En cours  | Jean Lassalle   |           |         |

### Intercommunalité
Léren fait partie de sept structures intercommunales :
- la Communauté de communes du Béarn des Gaves ;
- le SIGOM ;
- le SIVU des cinq villages ;
- le SIVU pour le regroupement pédagogique des communes de Léren, Saint-Pé-de-Léren, Saint-Dos et Auterrive ;
- le syndicat d’énergie des Pyrénées-Atlantiques ;
- le syndicat intercommunal d’alimentation en eau potable du Saleys et des gaves ;
- le syndicat intercommunal des gaves et du Saleys.

## Population et société

### Démographie
L'évolution du nombre d'habitants est connue à travers les recensements de la population effectués dans la commune depuis 1793. Pour les communes de moins de 10 000 habitants, une enquête de recensement portant sur toute la population est réalisée tous les cinq ans, les populations de référence des années intermédiaires étant quant à elles estimées par interpolation ou extrapolation. Pour la commune, le premier recensement exhaustif entrant dans le cadre du nouveau dispositif a été réalisé en 2007.

En 2022, la commune comptait 211 habitants, en évolution de −3,65 % par rapport à 2016 (Pyrénées-Atlantiques : +3,78 %, France hors Mayotte : +2,11 %).
| 1793 | 1800 | 1806 | 1821 | 1831 | 1836 | 1841 | 1846 | 1851 |
| ---- | ---- | ---- | ---- | ---- | ---- | ---- | ---- | ---- |
| 380  | 398  | 367  | 473  | 436  | 467  | 431  | 431  | 430  |

| 1856 | 1861 | 1866 | 1872 | 1876 | 1881 | 1886 | 1891 | 1896 |
| ---- | ---- | ---- | ---- | ---- | ---- | ---- | ---- | ---- |
| 446  | 436  | 446  | 421  | 408  | 424  | 405  | 381  | 364  |

| 1901 | 1906 | 1911 | 1921 | 1926 | 1931 | 1936 | 1946 | 1954 |
| ---- | ---- | ---- | ---- | ---- | ---- | ---- | ---- | ---- |
| 397  | 367  | 338  | 313  | 328  | 322  | 307  | 265  | 245  |

| 1962 | 1968 | 1975 | 1982 | 1990 | 1999 | 2006 | 2007 | 2012 |
| ---- | ---- | ---- | ---- | ---- | ---- | ---- | ---- | ---- |
| 216  | 210  | 203  | 192  | 182  | 192  | 221  | 225  | 219  |

| 2017 | 2022 | - | - | - | - | - | - | - |
| ---- | ---- | - | - | - | - | - | - | - |
| 220  | 211  | - | - | - | - | - | - | - |

## Économie
La commune fait partie de la zone d'appellation de l'ossau-iraty.

## Culture locale et patrimoine

### Patrimoine civil
château de Bergeras à Léren

### Patrimoine religieux
L'église Saint-Vincent présente dans son cimetière la sépulture de l'abbé Laclède, et de Jean Labarthe, idéologue de la Seconde Guerre mondiale. Il est l'auteur de nombreux travaux principalement politiques.

## Équipements
Enseignement
Léren dispose d'une école primaire.

## Personnalités liées à la commune
Pierre de Salles, mousquetaire du roi et magistrat du duc de Gramont, est né au village.